# Schlacht von Chapultepec
Fort Texas – Palo Alto – Resaca de la Palma – Monterrey – Buena Vista – Sacramento Fluss – Veracruz – Cerro Gordo – Contreras – Churubusco – Molino del Rey – Mexiko-Stadt – Chapultepec – Puebla – Huamantla

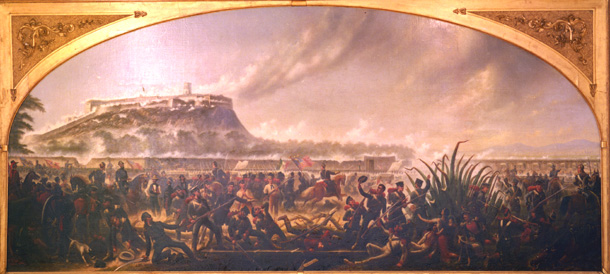
Sturm auf Chapultepec, Ölgemälde von James Walker (1858)

Die Schlacht von Chapultepec (zu Deutsch: Heuschreckenhügel) fand im Mexikanisch-Amerikanischen Krieg am 12. und 13. September 1847 statt, auf dem Hügel desselben Namens, der zu dieser Zeit nahe Mexiko-Stadt lag (heute Teil des Stadtgebiets).
Das Heer der Vereinigten Staaten war 1847 in die mexikanische Republik eingefallen, mit dem Vorwand von Territorialverletzungen in Texas, das bis 1836 zu Mexiko gehört hatte.
Ein Teil des Heeres griff vom Norden des Landes an, ein weiterer ging im Hafen von Veracruz an Land und rückte von dort aus auf die Hauptstadt vor. US-amerikanischer Kommandeur war Winfield Scott. Dort, genauer in Chapultepec, befanden sich die Einrichtungen des Militärkollegs, dem der General Nicolás Bravo vorstand, das unterstützt wurde vom Bataillon San Blas, das dem General Felipe Santiago Xicoténcatl unterstand. Das Militärkolleg, das sich in einem Tal befand, war einer der letzten militärischen Stützpunkte, die noch nicht eingenommen waren.
In den Zeitraum dieser Schlacht fällt die Episode, die in Mexiko als das „heroische Martyrium der Heldenkinder von Chapultepec“ bekannt ist, als Kadetten und Ausbilder, die im Schloss von Chapultepec Wache hielten, gegen die US-Amerikaner zu den Waffen griffen.
Die Kadetten waren zwischen 14 und 18 Jahre alt, die Ausbilder etwas älter. Die offizielle mexikanische Geschichte erinnert im Besonderen an die sechs jungen Männer, die in dieser Schlacht ihr Leben ließen, und erinnert an sie als „die Heldenkinder von Chapultepec“.
Im Schloss von Chapultepec, das heute Nationales Museum für Geschichte ist, erinnern an die jungen Verteidiger Mexikos Schilder an den Stellen, an denen sie starben. Diesen Verteidigern ist das unterhalb des Schlosses stehende Monumento a los Niños Heroes gewidmet, das sich hinter dem Haupteingang des Parks befindet.

## Weiteres
- George Edward Pickett, der später während des Sezessionskriegs auf Seiten der Konföderierten Karriere machte, diente im 8. Infanterieregiment und tat sich während der Schlacht besonders hervor.
- Die Beteiligung der US-Marines an dieser Schlacht spiegelt sich in der ersten Textzeile der Hymne der Marines wider (From the Halls of Montezuma).